# Angel Down
Albums de Sebastian Bach
Bach 2: Basics
(2001)
Pour les articles homonymes, voir Angel Down (homonymie).
Angel Down est un album de Sebastian Bach sorti en 2007.

## Pistes de l'album
1. Angel Down (Adam Albright/Sebastian Bach) - 3:48
2. You Don't Understand (Sebastian Bach/Roy Z) - 3:06
3. Back In The Saddle (Joe Perry/Steven Tyler) - 4:19
4. Love Is) A Bitchslap (Sebastian Bach/Roy Z) - 3:08
5. Stuck Inside (Johnny Chromatic/Axl Rose) - 2:57
6. American Metalhead (Mike Chlasciak) - 4:02
7. Negative Light (Sebastian Bach/Mike Chlasciak/Steve Digiorgio) - 4:33
8. Live And Die (Mike Chlasciak/Tim Clayborne) - 3:53
9. By Your Side (Sebastian Bach/Roy Z) - 5:27
10. Our Love Is A Lie (Sebastian Bach/Mike Chlasciak/Roy Z) - 3:20
11. Take You Down With Me (Sebastian Bach/Steve DiGiorgio) - 4:37
12. Stabbin' Daggers (Sebastian Bach/Johnny Chromatic/Bobby Jarzombek) - 3:41
13. You Bring Me Down (Ralph Santolla) - 3:16
14. Falling Into You (Sebastian Bach/Desmond Child) - 4:21

## Singles
- (Love Is) A Bitchslap

## Positions dans les Charts
| Chart                       | Position |
| --------------------------- | -------- |
| Billboard Top 200           | 191      |
| Billboard Hard Rock Chart   | 1        |
| Billboard Heatseekers Chart | 1        |